# Berlin Express
Pour plus de détails, voir Fiche technique et Distribution.
Berlin Express est un film d'espionnage américain en noir et blanc réalisé par Jacques Tourneur et sorti en 1948.
La première partie du film, commentée en voix off, revêt un caractère quasi documentaire et a été filmée dans la ville en ruines de Francfort-sur-le-Main.

## Synopsis
En 1945, dans l'Allemagne de l'après-guerre, le docteur Heinrich Bernhardt, expert des relations internationales, pacifiste reconnu, dirige une commission d'enquête chargée de l'unification de l'Allemagne. Représentants des puissances occupantes, quatre passagers lient connaissance dans le train les conduisant en Allemagne. Mais le Dr Bernhardt, après avoir échappé de justesse à un attentat contre sa personne, est ensuite kidnappé en pleine ville de Francfort par une mystérieuse organisation.
Les passagers unissent leurs forces et se mettent à sa recherche dans une ville détruite par la guerre. Au bout d'un suspense haletant, les criminels sont assaillis et mis en déroute. Un des quatre passagers est également démasqué comme étant un agent double : tentant de s'enfuir, il est abattu.

## Fiche technique
- Titre original : Berlin Express
- Réalisation : Jacques Tourneur
- Assistant réalisateur : Nate Levinson
- Scénario : Harold Medford, d'après une histoire de Curt Siodmak
- Direction artistique : Albert S. D'Agostino, Alfred Herman
- Décors : Darrell Silvera, William Stevens
- Costumes : Orry Kelly (robes de Merle Oberon)
- Photographie : Lucien Ballard
- Montage : Sherman Todd
- Musique : Friedrich Hollaender
- Direction musicale : Constantin Bakaleinikoff
- Son : Jack Grubb, Clem Portman
- Effets spéciaux : Harry Perry, Harold Stine
- Producteurs : Bert Granet, Dore Schary
- Société de production et de distribution : RKO Pictures
- Pays de production :  États-Unis
- Langue originale : anglais, allemand, français, russe
- Format : noir et blanc – 35 mm – 1,37:1 – mono (RCA Sound System)
- Genre : espionnage
- Durée : 87 minutes
- Dates de sortie :
  - États-Unis : 1er mai 1948
  - France : 21 juin 1949

## Distribution
- Merle Oberon : Lucienne Mirbeau
- Robert Ryan : Robert J. Lindley
- Charles Korvin : Perrot
- Paul Lukas : Dr Bernhardt
- Robert Coote : Sterling
- Reinhold Schünzel : Walther
- Peter Von Zernech : Hans Schmidt
- Otto Waldis : Kessler
- Fritz Kortner : Franzen
- Roman Toporow : le lieutenant Kirochilov
- Michael Harvey : le sergent Barnes
- Richard Powers : Major
- Rory Mallinson (non crédité) : policier militaire dans le train
- Christian Simon
- Robert Dalban : le chef de l'intelligence française

## Autour du film
Berlin Express constitue, dans l'œuvre de Jacques Tourneur, cinéaste de l'"informulé" et de l'étrangeté, un film atypique. Réalisé dans l'Allemagne d'après-guerre, il y est « question de la capacité de l'Europe à se reconstruire et à surmonter ses divisions internes. ».
« Comme l'indique le début du générique, le film reçut l'appui inappréciable des forces d'occupation américaine, anglaise et soviétique (à l'époque, Berlin était partagé en quatre zones) ; durant le tournage, le colonel George Eyster — du bureau des relations publiques de l'Armée américaine — opéra la liaison entre l'équipe du film et les différentes forces sur place. [...] L'équipe passa sept semaines à tourner entre Paris, Francfort-sur-le-Main et Berlin. ». À cette époque, réaliser un film en Europe, en Allemagne plus particulièrement, était une gageure. S'agissant de cette réalisation, l'équipe de production fut contrainte d'expédier le matériel filmé, tous les deux jours, vers les laboratoires hollywoodiens pour développement, seul moyen de juger du résultat. Le matériel technique était si rare dans cette région du monde, que Billy Wilder dut attendre le bouclage de Berlin Express pour entreprendre son film, La Scandaleuse de Berlin (1948).
En dépit du chaos environnant, l'organisation du tournage fut remarquable. Quelques années plus tard, Bert Granet, producteur du film, fit cette remarque : « Nous n'aurions jamais pu faire Berlin Express si nous avions dû reconstituer les ruines et l'état de dévastation du pays. Je me rendais compte que nous avions pour 65 milliards de dollars de décors gratuits sous la main ».
Typique d'un esprit d'avant la guerre froide, le message du film se veut teinté d'espoir même si, entre les parties concernées, la méfiance est de rigueur. Berlin Express peut donc être vu comme un documentaire très vivant sur l'Histoire en train de s'accomplir, avec ces villes allemandes fantomatiques, anéanties par les bombardements de la guerre et sujettes aux drastiques pénuries. Mais, on peut aussi l'apprécier comme un film d'espionnage classique, à l'atmosphère sourdement oppressante et au rythme haletant. Ici, Jacques Tourneur n'abandonne, en rien, ce qui fonde la spécificité de son cinéma: cette fascination pour le versant crépusculaire de l'existence où se meuvent des personnages aux motivations opaques. Précédemment réalisateur de films comme La Féline (1942), Vaudou (1943), L'Homme-léopard (1943) et La Griffe du passé (1947), Jacques Tourneur est alors, selon Serge Bromberg, au « sommet de son art. »